# Great Falls Explorers
I Great Falls Explorers sono stati una franchigia di pallacanestro della CBA, con sede a Great Falls, nel Montana.
Parteciparono a due stagioni CBA, non qualificandosi mai per i play-off. Si sciolsero dopo la stagione 2007-08.

## Stagioni
| Stagione | Lega | Denominazione         | V  | P  | %    | Piazzamento | Play-off |
| -------- | ---- | --------------------- | -- | -- | ---- | ----------- | -------- |
| 2006-07  | CBA  | Great Falls Explorers | 24 | 24 | 50,0 | 2º          | -        |
| 2007-08  | CBA  | Great Falls Explorers | 13 | 23 | 36,1 | 4º          | -        |